# Båtsportkort
Båtsportkort är sjökort speciellt utformade för båtsport. De är tryckta i samma skala som vanliga sjökort, men i mindre format till skillnad från vanliga sjökort som ofta är tryckta i format A0. Detta för att vara mer behändiga att använda i mindre farkoster. De kan också vara plastlaminerade eller tryckta på pappersliknande plast för att tåla vatten.

## Svenska båtsportkort
I Sverige ges båtsportkort ut av Sjöfartsverket. Fram till cirka år 2000 var båtsportkorten de vanliga skärgårdskorten i skala 1:50 000 eller 1:25 000, uppdelade i fjärdedelar med ett visst överlapp i skarvarna. Trycket var dubbelsidigt vilket gjorde att ett skärgårdskort fick plats på två ark. Korten användes ofta i plastfickor med sammanbunden rygg vilket gjorde dem blädderbara och skyddade den från väta.
Efter år 2000 lanserade Sjöfartsverket en ny serie båtsportkort i laminerad plast med ringbunden rygg. Dessa var i format A3 och alltså hälften så stora som de tidigare korten. Ändringen av format gjorde att man övergav den gamla indelningen i fjärdedelar och båtsportkorten fick nu en helt egen indelning.

## Finska båtsportkort
I Finland ges båtsportkort ("sjökortsserier") ut av Sjöfartsverket. Dessa kort är i skala 1:50 000 och är i likhet med de nyare svenska båtsportkorten plastlaminerade med ringbunden rygg i storlek A3. Detaljkartor i mindre skala finns för många hamnar och problematiska passager. Därtill innehåller sjökortsserierna en teckenförklaring med de viktigaste symbolerna och annan information för båtfolket, bland annat om sjörapporter, sjöräddningsmyndigheter och hänsyn till natur och lokalbefolkning.